# Уйи-дю-Уле
Уйи́-дю-Уле́ (фр. Ouilly-du-Houley) — коммуна во Франции, находится в регионе Нижняя Нормандия. Департамент коммуны — Кальвадос. Входит в состав кантона Лизьё 1-й кантон. Округ коммуны — Лизьё.
Код INSEE коммуны — 14484.

## Население
Население коммуны на 2010 год составляло 208 человек.
| 1962 | 1968 | 1975 | 1982 | 1990 | 1999 | 2010 |
| ---- | ---- | ---- | ---- | ---- | ---- | ---- |
| 193  | 188  | 158  | 172  | 183  | 193  | 208  |

## Экономика
В 2010 году среди 133 человек трудоспособного возраста (15—64 лет) 106 были экономически активными, 27 — неактивными (показатель активности — 79,7 %, в 1999 году было 78,5 %). Из 106 активных жителей работали 97 человек (48 мужчин и 49 женщин), безработных было 9 (3 мужчин и 6 женщин). Среди 27 неактивных 7 человек были учениками или студентами, 9 — пенсионерами, 11 были неактивными по другим причинам.